# 夢の向こうへ
「夢の向こうへ」（ゆめのむこうへ）は、Hi-Fi CAMPの8枚目のシングルである。2010年9月29日発売。発売元はフォーライフミュージックエンタテイメント。

## 概要
- 前作「一握りの空の下」から約1ヶ月と最も短いスパンでの発売となるシングル。2ndアルバム『2nd BEST』の先行シングルでもある。
- デビューシングル「キズナ」以来となる通常盤と初回生産限定盤の2種類でのリリース。初回生産限定盤には「1st BEST TOUR 〜大変恐縮です…〜」ツアーの赤坂BLITZでの公演（2009年12月5日）のライブ映像DVD付き。

## 収録曲
1. 夢の向こうへ
作詞：KIM、作曲：Hi-Fi CAMP
2. HOME
作詞：KIM、作曲：Hi-Fi CAMP
3. SENDAISTA 〜old river remix〜
作詞：SOYA、作曲：Hi-Fi CAMP

## タイアップ
- 夢の向こうへ：仙台銀行 CMソング